# Anastasía Kelesídou
Anastasía « Tasoúla » Kelesídou (en grec moderne : Αναστασία (Τασούλα) Κελεσίδου, née le 28 novembre 1972 à Hambourg) est une athlète grecque, spécialiste du lancer du disque.

## Biographie
Elle a battu à sept reprises le record de Grèce en le portant à 67,70 m. Sa première victoire date des Jeux méditerranéens de 1997.

### Palmarès
| Date | Compétition           | Lieu     | Résultat | Performance |
| ---- | --------------------- | -------- | -------- | ----------- |
| 1997 | Jeux méditerranéens   | Bari     | 1re      | 66,18 m     |
| 1998 | Championnats d'Europe | Budapest | 7e       | 62,95 m     |
| 1999 | Championnats du monde | Séville  | 2e       | 66,05 m     |
| 2000 | Jeux olympiques       | Sydney   | 2e       | 65,71 m     |
| 2001 | Championnats du monde | Edmonton | 3e       | 65,50 m     |
| 2002 | Championnats d'Europe | Munich   | 3e       | 63,92 m     |
| 2003 | Championnats du monde | Paris    | 2e       | 67,14 m     |
| 2004 | Jeux olympiques       | Athènes  | 2e       | 66,68 m     |

### Records
| Épreuve          | Performance | Lieu      | Date        |
| ---------------- | ----------- | --------- | ----------- |
| Lancer du disque | 67,70 m     | Réthymnon | 29 mai 1999 |